# A Pair of Foils
A Pair of Foils è un cortometraggio muto del 1913 diretto da C.J. Williams. Prodotto dalla Edison Company, il film aveva come interpreti William Wadsworth, Alice Washburn, Richard Neill.

## Trama
Un attore, essendosi stancato di provare la scena di un duello per un dramma romantico, si addormenta e sogna. Si trova in un magnifico palazzo dove, disorientato, si mette a vagare attraverso ambienti sconosciuti. Quando raggiunge la sala del trono, sente allarmato un suono di trombe che si avvicinano. Nascosto dietro il trono, vede incedere nella sala la regina preceduta dalla sua corte ossequiosa. La regina non è particolarmente né giovane né bella, ma è allegra e conviviale ed estremamente affettuosa. Si presentano tre principi, tre pretendenti alla mano della regina, ma lei li respinge tutti e tre. L'attore, nel frattempo, viene scoperto nel suo nascondiglio dietro al trono e trascinato davanti alla regina che si innamora subito di lui. Scelto come sposo, suscita la gelosia dei tre pretendenti che decidono di vendicarsi dell'altezzosa regina.  Unendo le forze, marciano verso il castello e lo attaccano, mentre dentro è tutto allegria e baldoria. L'attore, ormai in completa sintonia con la corte, sta insegnando ai cortigiani nuovi passi di danza e sta folleggiando con la regina. Irrompono i tre pretendenti e il loro attacco sta mettendo a dura prova le forze della regina che stanno avendo la peggio. L'intervento dell'attore ribalta la situazione, combatte contro i tre uccidendoli tutti. Le forze ostili vengono respinte e il castello è salvo. La regina, grata, copre il suo campione di carezze. Mentre si sta godendo quel dolce momento, l'eroe vittorioso si sveglia e scopre che la testa della regina, che è stata appoggiata affettuosamente sulla sua spalla, è in realtà la sua maschera da scherma.

## Produzione
Il film fu prodotto dalla Edison Company.

## Distribuzione
Distribuito dalla General Film Company, il film - un cortometraggio in una bobina - uscì nelle sale cinematografiche statunitensi il 14 luglio 1913.